# Echeandia mexiae
Echeandia mexiae är en sparrisväxtart som beskrevs av Robert William Cruden. Echeandia mexiae ingår i släktet Echeandia och familjen sparrisväxter. Inga underarter finns listade i Catalogue of Life.